# Pseudanisentomon cangshanense
Pseudanisentomon cangshanense är en urinsektsart som beskrevs av Imadaté, Yin och Xie 1995. Pseudanisentomon cangshanense ingår i släktet Pseudanisentomon och familjen trakétrevfotingar. Inga underarter finns listade i Catalogue of Life.